# The Inpatient
The Inpatient es un videojuego de terror psicológico desarrollado por Supermassive Games y publicado por Sony Interactive Entertainment para PlayStation 4 y su visor de realidad virtual PlayStation VR. El juego fue lanzado en enero de 2018.
Es una precuela del videojuego Until Dawn de 2015, que tiene lugar en el Manicomio Blackwood en 1952, 63 años antes de los eventos del juego original. A diferencia de Until Dawn, utiliza una perspectiva en primera persona.

## Jugabilidad
The Inpatient es un juego de horror de supervivencia que se juega desde una perspectiva en primera persona. El jugador controla a un paciente que sufre de amnesia dentro del Blackwood Sanatorium en 1952 después del colapso de una mina, con la intención de recuperar sus recuerdos. Los personajes que no son jugadores reaccionan a través del reconocimiento de voz. El resultado de la historia es totalmente consecuente con las decisiones que se toman.

## Resumen
El personaje controlado despierta en una silla restrictiva, recibido por Jefferson Bragg. Él les dice que su memoria es débil y quiere que intenten recordar lo último que ven; a pesar de los mejores esfuerzos, todo lo que pueden recordar es esconderse en un pequeño armario y ser encontrado por un hombre desconocido, y que el año es 1952. Luego hace que un empleado los lleve a su habitación, quien les informa que son pacientes en el Manicomio de Blackwood.
A la mañana siguiente, el protagonista consigue un nuevo compañero de cuarto, Gordon o Ana (su género es el mismo que el del personaje del jugador). A medida que pasan los días, la cordura de los compañeros de cuarto disminuye gradualmente, ya que se escucha un caos fuera de la celda y se mueren de hambre. En algún momento, el protagonista logra liberarse y explorar el sanatorio aparentemente abandonado y deteriorado. Se encuentran con algunos empleados y un sacerdote, y posiblemente su compañero de cuarto, que han descubierto que los eventos son la causa del levantamiento de un Wendigo. Intentan salir de la montaña, pero Bragg se niega a acompañarlos y se suicida. En camino a los teleféricos de la montaña se encuentra con Wendigos y policías a quienes se les ordena silenciar a todos los presentes. Una vez que el equipo llega a los teleféricos, se revela que el compañero de cuarto o el protagonista han comido carne humana y se han convertido en Wendigo. En sus últimos momentos de humanidad, pueden sacrificarse para quedarse atrás y operar el teleférico, o volverse rebeldes y matar a los demás.
Si el compañero de cuarto se convierte en el Wendigo y el protagonista logró salir de la montaña, se les muestra siendo interrogados por un oficial de policía, quien los intimida para que guarden silencio sobre los hechos ocurridos. Si el protagonista se convirtió en Wendigo, la pantalla del epílogo mostrará el año que cambia a 2014. Hannah y Beth se ven a través de los ojos de Wendigo, que luego comienza a perseguir a las chicas.

## Desarrollo
El desarrollador de The Inpatient es Supermassive Games, que utiliza el Unreal Engine 4 en su creación. El juego actúa como una precuela de Until Dawn de 2015, ambientado dentro del Manicomio Blackwood, 63 años antes de los eventos del original. Nik Bowen, Graham Reznick y Larry Fassenden regresaron como director y escritores, respectivamente. Con el fin de atraer inconscientemente a los jugadores a la historia, Supermassive Games empleó elementos de terror psicológico, que incluían la reproducción de audio binaural tridimensional para complementar las imágenes.

## Lanzamiento
Se anunció con un avance en el E3 2017, y se lanzará como exclusiva de PlayStation 4 con soporte para PlayStation VR el 21 de noviembre de 2017 en Norteamérica y el 22 de noviembre en Europa. Posteriormente se retrasó hasta el 23 de enero de 2018 en América del Norte y el 24 de enero en Europa.

## Recepción
The Inpatient recibió críticas polarizadoras de críticos de juegos profesionales, obteniendo una puntuación "mixta o promedio" de 59 en el sitio web de agregación de reseñas Metacritic basado en 55 reseñas. El elogio común se dirigió a la presentación y la atmósfera del juego, mientras que el ritmo lento del juego y la falta de diversidad en el juego a menudo se citaron como negativos.
El juego fue nominado a "Diseño de sonido" en los Develop Awards de 2018, a "Mejor diseño de audio" y "Diseño visual" en los premios de la Asociación de Desarrolladores de Videojuegos Independientes de 2018, y a "Diseño de control en Realidad Virtual", "Dirección en realidad virtual" y "Mezcla de sonido en realidad virtual" en los premios de la Academia Nacional de Revisores Comerciales de Videojuegos.